# رضوان (موشک)

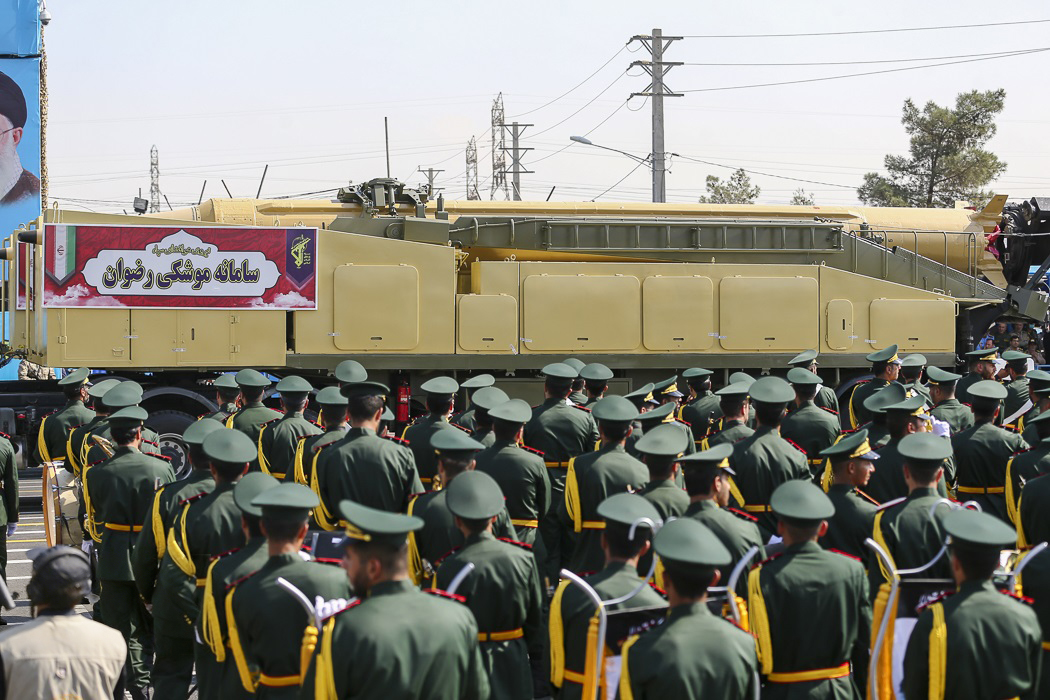
موشک رضوان

رضوان یک موشک تک‌مرحله‌ای با سوخت مایع است که دارای کلاهکی با قابلیت جدا شدن است و بردی معادل ۱۴۰۰ کیلومتر دارد. این موشک می‌تواند از انواع سکوهای ثابت و متحرک شلیک شود.
یکی از فرماندهان سپاه پاسداران انقلاب اسلامی این موشک را به‌عنوان موشکی توصیف کرد که قادر است در جو با سرعتی معادل هشت برابر سرعت صوت حرکت کند.
این موشک بالیستیک در حملات ایران به اسرائیل در فروردین ۱۴۰۳ به‌طور گسترده‌ای استفاده شد.